# 双羊店站
双羊店站是一个沈山线上的铁路车站，位于辽宁省凌海市双羊镇双羊村，建于1899年，目前为四等站，邮政编码为121213。目前客运：办理旅客乘降；行李、包裹托运；货运：办理直达整车、零担货物发到。